# 孟继墓
孟继墓，位于中国青海省海东市乐都区高店乡大峡村，为青海省市县级文物保护单位，公布日期为1987年6月23日，类型为古墓葬。
孟继墓的历史年代为明。